# The Essential Pavarotti
The Essential Pavarotti è una raccolta del tenore Luciano Pavarotti, uscita all'inizio degli anni novanta. Ha raggiunto varie classifiche nel mondo, con un particolare successo nel Regno Unito.

## Tracce
1. La donna è mobile – 2:23
2. Che gelida manina – 4:39
3. E lucevan le stelle – 3:13
4. Nessun dorma – 3:01
5. Una furtiva lagrima – 4:47
6. M'appari – 3:31
7. La fleur que tu m'avais jetée – 4:29
8. Vesti la giubba – 3:39
9. Di quella pira – 2:14
10. Caruso – 5:19
11. Mattinata – 2:01
12. Aprile – 3:25
13. Core 'ngrato – 4:55
14. La danza – 3:09
15. Volare – 4:35
16. Funiculi - Funicula – 2:45
17. Torna a Surriento – 4:27
18. 'O sole mio! – 3:25

## Classifiche

### Classifiche settimanali
| Classifica (1990-1991) | Posizione massima |
| ---------------------- | ----------------- |
| Australia              | 11                |
| Europa                 | 7                 |
| Irlanda                | 1                 |
| Nuova Zelanda          | 6                 |
| Regno Unito            | 1                 |

### Classifiche di fine anno
| Classifica (1990) | Posizione |
| ----------------- | --------- |
| Europa            | 34        |
| Regno Unito       | 6         |
| Classifica (1991) | Posizione |
| Regno Unito       | 73        |